# 羅比·沙維治
羅比·沙維治（英語：Robbie Savage，1974年10月18日—），出生於雷克瑟姆，是一名威爾斯足球運動員。沙維治目前司職中場，但在效力克魯時期擔任前鋒位置。沙維治在球場上的表現，令他有著「殺人王」之稱。在他離開英超聯賽及後，仍以89面黃牌高據黃牌榜榜首。

## 職業生涯

### 球會
沙維治是曼聯學徒球員出身，同期著名的的學員包括傑斯、碧咸、加利·尼維利、史高斯及畢特，當時沙維治出任前鋒，是1992年足总青年杯冠軍隊成員之一。沙維治因疝氣手術而令其處女職業球季缺席長達 6 個月，未有代表曼聯一隊出賽，最後獲領隊費格遜通知遭球隊放棄，在回家途中撞車入院。
住院期間克魯的領隊加迪來電邀請加盟，沙維治在學期間曾在克魯受訓兩年（12至14歲），1994年7月沙維治簽約兩年，開始重回正軌。1997年莱斯特城的領隊奧尼爾到克魯觀察梅菲時，沙維治的表現吸引奧尼爾的注意，季後以40萬英鎊收歸旗下。
沙維治在李斯特城效力的五年期間，奪得聯賽杯冠軍（2000年）及亞軍（1999年）各一，更獲選代表威爾士，是奧尼爾麾下一員猛將，成功地由一名前鋒轉型成為中場球員。2000年奧尼爾轉投些路迪，接任的泰勒雖然大灑金錢（高達2300萬英鎊），球隊只取得令人失望的第13位，更埋下財務危機。2001-02年球季展開兩個月後，彼得泰萊即被辭退，李斯特城亦不幸於季末從英超降級。急需瘦身的李斯特城被迫將沙維治以125萬英鎊賣給伯明翰城。
沙維治在2005年1月5日表明因希望可以就近照顧居於雷克瑟姆年老的雙親，要求在轉會市場重開時離開伯明翰城加盟布力般流浪，實質布力般往雷克瑟姆的路程比伯明翰還遠，於1月19日以300萬英鎊如願加盟布力般流浪。
在2006年10月19日布力般流浪在歐洲足協盃作客對，憑過了32歲生日的沙維治在56分鐘接應賓特利的傳中追和。後來再由賓特利抓住機會，插上補射空門得手，布力般流浪最終以2-1在作客擊敗克拉科夫。
在11月11日，布力般流浪主場迎戰曼聯，沙維治因受傷患關係未能上陣，中場因缺少中場指揮官，比賽最終以0-1落敗。在後來11月19日比賽中，及時傷癒復出，結果球隊以1-1戰平熱刺。
2008年1月9日以150萬英鎊轉投德比郡，簽約兩年半。加盟後獲委任為球隊隊長，但仍不能阻止德比郡在季末降回冠軍聯賽。2008/09年球季初德比郡領隊棄用沙維治，同時亦和阿仙奴之加拿斯一同失去隊長臂章及獲告可供外借，10月2日被外借到1個月。

### 國家隊
沙維治曾入選威爾士U-15及U-16代表隊，於1995年首次代表威爾士大國腳出戰阿爾巴尼亞。由於實力所限，威爾士並未能打進大賽的決賽周，故在國際賽場沙維治無甚表現機會。沙維治最後一次代表威爾士是2004年10月13日主場2-3負於波蘭。
2005年9月沙維治以球會事業為由要求退出國家隊，但普遍認為真正原因是他與威爾士領隊陶錫之間的積怨，在马克·休斯離任後，沙維治是公開反對陶錫接任的球員之一，引發退役的導火線是沙維治在兩場對奧地利的世界盃外圍賽中落選。

## 個性及軼事

### 臭脾氣
沙維治屬於充滿活力、全場奔跑的攔截型中場球員，其爛打的踢法令他經常被黃牌警告。大部分對手甚至中立的球迷討厭他的踢法，可說是英超中最神憎鬼厭的球員。雖然如此，他的踢法常能協助球隊提升成績，故此其所效力球隊的球迷對他十分欣賞及擁護。
雖然踢法粗野狠辣，直到出道10年後的2004年9月8日在一場威爾士對北愛爾蘭的世界盃外圍賽才領取第一面紅牌被罰離場，賽後回顧令他出場的攔截實在是過嚴厲的判決，沙維治揶揄要到歐洲人權法庭上訴。而在聯賽則到2006年3月18日對米德尔斯堡才打破其在聯賽中未被趕離場的驕人紀錄，沙維治因接獲兩面黃牌而出場，兩次判決皆具爭議：其一是阻截乔治·博阿滕（George Boateng）時只接觸到皮球，而其次的手球明顯並非蓄意。
在2006年1月25日的英格蘭聯賽盃1-2負於曼聯的比賽中，曼聯後防球員里奧·費迪南德疑因不滿沙維治在完半場前粗野攔截隊友雲尼斯達萊，里奧費迪南在球員通道掌摑沙維治為隊友報仇。沙維治心有不甘與里奧費迪南發生口角，後來差點動粗。
但在06-07的賽季，沙維治開始有所收斂，犯規動作也比較上季為少。

### 拉屎門
2002年4月20日當時仍效力莱斯特城的沙維治在對阿士東維拉的德比戰前，據稱因突然腸胃不適走進球證專用更衣室如廁，被執法球證波尔（Graham Poll）向足總報告違反規則。沙維治先被球隊罰款兩星期薪金（約6萬英鎊），於翌季轉會伯明翰城後再被足總檢控行為不檢，罰款1萬英鎊及被譴責。球迷將這件事稱為「拉屎門」（Poogate）。

## 外部連結
- 足球資料庫：沙維治
- 英超官方網站：沙維治
- 4thegame.com：沙維治
- espn：沙維治 （页面存档备份，存于）